# Bataille du lac aux Canards
Rébellion du Nord-Ouest
Batailles
Bataille du lac aux Canards - Battleford - Massacre de Frog Lake - Bataille de Fort Pitt - Bataille de la Coulée des Tourond - Bataille de Cut Knife - Bataille de Batoche - Bataille de Frenchman Butte - Bataille de Loon Lake
La bataille du lac aux Canards est une escarmouche qui oppose le 26 mars 1885 les forces du Métis Louis Riel aux troupes canadiennes menées par Leif Newry Fitzroy Crozier, dans le sud de l'actuelle Saskatchewan. Elle marque le début de la Rébellion du Nord-Ouest. Le site de la bataille a été désigné lieu historique national en 1924.

## Histoire
Le superintendant de la Police montée du Nord-Ouest, Leif Crozier, part de Fort Carlton le 25 mars à la tête d'une force mixte de policiers et miliciens équipée d'un canon de sept livres. Son objectif est de s'assurer du contrôle de la route reliant son avant-poste à Prince Albert. Pour répondre à cette menace, Gabriel Dumont, commandant en chef des troupes rebelles du gouvernement provisoire de Louis Riel, envoie plusieurs guerriers du front de Regina à leur rencontre.
Les deux groupes se rencontrent le jour suivant. Repoussés par les scouts métis, les hommes de Crozier se mettent à l'abri de leurs traîneaux, tandis que les hommes de Dumont se retranchent dans un chalet à proximité. Des parlementaires sont envoyés par les deux camps pour négocier mais, lorsque les émissaires Métis (dont le frère de Dumont) sont abattus à la suite d'une rixe, Crozier ordonne à ses hommes d'attaquer. En dépit de leur puissance de feu supérieure, les Canadiens décident de charger, avançant péniblement dans la neige. Pris sous le feu des défenseurs, l'attaque échoua et Crozier dut sonner la retraite.
Le 4 juin 1924, le site de la bataille a été désigné lieu historique national du Canada par la commission des lieux et monuments historiques du Canada.